# Dalila Rodríguez
Dalila Rodríguez née le 1er août 1988, est une coureuse cycliste cubaine, spécialiste de la piste.

## Palmarès sur piste

### Championnats du monde
- Pruszków 2009
  - 7e de l'omnium[1].
  - 16e de la poursuite individuelle[2].

- Copenhague 2010
  - 15e de la poursuite individuelle[3].
  - 16e de la course aux points[4].

### Coupe du monde
- 2008-2009
  - 1re de la poursuite par équipes à Cali

## Jeux panaméricains
- Guadalajara 2011
  -  Médaillée d'argent de la poursuite par équipes

### Championnats panaméricains
- 2007
  -  Médaille de bronze de la poursuite individuelle

- 2009
  -  Médaille d'argent de l'omnium
  -  Médaille d'argent de la poursuite individuelle
  -  Médaille d'or de la poursuite par équipes

- 2010
  -  Médaille d'argent de la poursuite par équipes
  -  Médaille de bronze de la poursuite individuelle

## Palmarès sur route
- 2008
  - 4e étape du Tour de Prince Edward Island

- 2010
  -  Médaillée de bronze de la course en ligne des championnats panaméricains